# Ersatzfach
Ein Ersatzfach ist an deutschen Schulen ein Unterrichtsfach, das als Ersatz für ein ordentliches Lehrfach besucht werden muss, wenn der Unterricht im ansonsten obligatorischen ordentlichen Lehrfach aus anerkannten Gründen nicht besucht wird oder werden kann. 
Es ist nicht zu verwechseln mit Wahlpflichtunterricht, der die Schüler verpflichtet, innerhalb eines Kanons aus gleichrangigen Schulfächern eines zu wählen und dann für einen vorgegebenen Zeitraum zu besuchen.
Beispiele für Ersatzfächer sind in manchen Bundesländern der Bundesrepublik Deutschland der Ethikunterricht, aber auch die in der Sekundarstufe II etwaig zu suchenden Alternativen für den Sportunterricht, wenn eine längerfristige Sportunfähigkeit vorliegt oder wenn ebenfalls in der SEK II "bei erfüllter Belegungspflicht" z. B. die Bedingungen der 2. Fremdsprache erfüllt wurden, so dass im Umfang dieser entfallenden Unterrichtsstunden ein Ersatzfach gewählt werden muss.